# 門羅森特 (伊利諾伊州)
門羅森特（英語：Monroe Center）是一個位於美國伊利諾伊州奧格爾縣的城市。

## 地理
門羅森特的座標為42°05′54″N 89°00′02″W / 42.09833°N 89.00056°W，而該地的平均海拔高度為260米（即853英尺）。

## 人口
根據2010年美國人口普查的數據，門羅森特的面積為3.13平方千米，當中陸地面積為3.13平方千米，而水域面積為0.00平方千米。當地共有人口471人，而人口密度為每平方千米150.48人。